# Division d'Honneur 1912-13
La Primera División de Bélgica 1912/13 fue la 18.ª temporada de la máxima competición futbolística en Bélgica.

## Tabla de posiciones
| Pos | Equipo                      | PJ | PG | PE | PP | GF | GC | Pts | DG  | Notas                                                  |
| --- | --------------------------- | -- | -- | -- | -- | -- | -- | --- | --- | ------------------------------------------------------ |
| 1   | Daring Club de Bruxelles    | 22 | 18 | 2  | 2  | 82 | 12 | 38  | +70 | Desempate por el título debido a la igualdad en puntos |
| 2   | Union Saint-Gilloise        | 22 | 18 | 2  | 2  | 82 | 19 | 38  | +63 | Desempate por el título debido a la igualdad en puntos |
| 3   | Racing Club de Bruxelles    | 22 | 13 | 5  | 4  | 61 | 23 | 31  | +38 |                                                        |
| 4   | Beerschot                   | 22 | 10 | 7  | 5  | 52 | 32 | 27  | +20 |                                                        |
| 5   | C.S. Brugeois               | 22 | 11 | 3  | 8  | 48 | 29 | 25  | +19 |                                                        |
| 6   | C.S. Verviétois             | 22 | 8  | 4  | 10 | 49 | 47 | 20  | +2  |                                                        |
| 7   | F.C. Brugeois               | 22 | 9  | 1  | 12 | 41 | 46 | 19  | -5  |                                                        |
| 8   | R.C. Gantois                | 22 | 6  | 7  | 9  | 31 | 36 | 19  | -5  |                                                        |
| 9   | Antwerp F.C.                | 22 | 8  | 3  | 11 | 39 | 57 | 19  | -18 |                                                        |
| 10  | Standard Club Liégeois      | 22 | 6  | 5  | 11 | 24 | 66 | 17  | -42 |                                                        |
| 11  | F.C. Liégeois               | 22 | 4  | 1  | 17 | 15 | 88 | 9   | -73 | Descenso a la División de Promoción                    |
| 12  | Excelsior S.C. de Bruxelles | 22 | 0  | 2  | 20 | 11 | 84 | 2   | -73 | Descenso a la División de Promoción                    |

PJ = Partidos jugados; PG = Partidos ganados; PE = Partidos empatados; PP = Partidos perdidos; GF = Goles a favor; GC = Goles en contra; Pts = Puntos; DG = Diferencia de goles
| Equipo 1             | Resultado | Equipo 2                 |
| -------------------- | --------- | ------------------------ |
| Union Saint-Gilloise | 2-0       | Daring Club de Bruxelles |